# أعلام منطقة توهوكو اليابانية
تسرد هذه الصفحة أعلام بلدية منطقة توهوكو باليابان. وهي جزء من قائمة أعلام البلديات اليابانية، والتي تنقسم إلى مناطق بسبب حجمها.

## قائمقامية أموري

### المدن

آوموري (آوموري)
غوشوغاوارا (آوموري)
هاتشينوه (آوموري)
هيراكاوا (آوموري)
هيروساكي (آوموري)
كورويشي (آوموري)
ميساوا (آوموري)
موتسو (آوموري)
تووادا (آوموري)
تسوغارو (آوموري)

### القرى والأرياف

أجيغساوا
فوجيساكي
فوكورا
غونوه  [لغات أخرى]‏
هاشيكامي
هيغاشيدوري [الإنجليزية]
هيراناي [الإنجليزية]
إمابيتسو [الإنجليزية]
Inakadate [الإنجليزية]
إتاياناغي
كازاماورا (آوموري)
ناكادوماري
Nanbu
نيشيميا  [لغات أخرى]‏
نوهيجي [الإنجليزية]
أويراسه
أوما (آوموري)
أواني  [لغات أخرى]‏
روكاشو  [لغات أخرى]‏
روكونوه  [لغات أخرى]‏
ساي (آوموري)
سانوه  [لغات أخرى]‏
شيشينوه
شينغو
سوتوغاهاما
تاكو (اليابان)
توهوكو  [لغات أخرى]‏
Tsuruta [الإنجليزية]
يوكوهاما  [لغات أخرى]‏
يوموغيتا [الإنجليزية]

### الأعلام التاريخية

Fujisaki (1975–2005)
Fukuchi (1968–2006)
Goshogawara (1955–2005)
Hiraka (1964–2006)
Inagaki (1976–2005)
Ikarigaseki (1967–2005)
Iwaki (1959–2006)
Iwasaki (1971–2005)
Kamikita (1966–2005)
Kanagi (1955–2005)
Kanita (1970–2005)
Kashiwa (1973–2005)
Kawauchi (1967–2005)
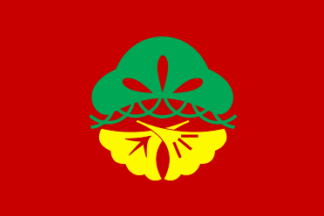
Kidukuri (1980–2005)
Kodomari (1963–2005)
Kuraishi (1965–2004)
Minmaya (1965–2005)
Momoishi (1964–2006)
Morita (1970–2005)
Nakasato (1963–2005)
Namioka (1957–2005)
Nanbu (1965–2006)
Nangō (1967–2005)
Ōhata (1963–2005)
Onoe (1960–2006)
Shariki (1970–2005)
Shichinohe (1971–2005)
Shimoda (1937–2006)
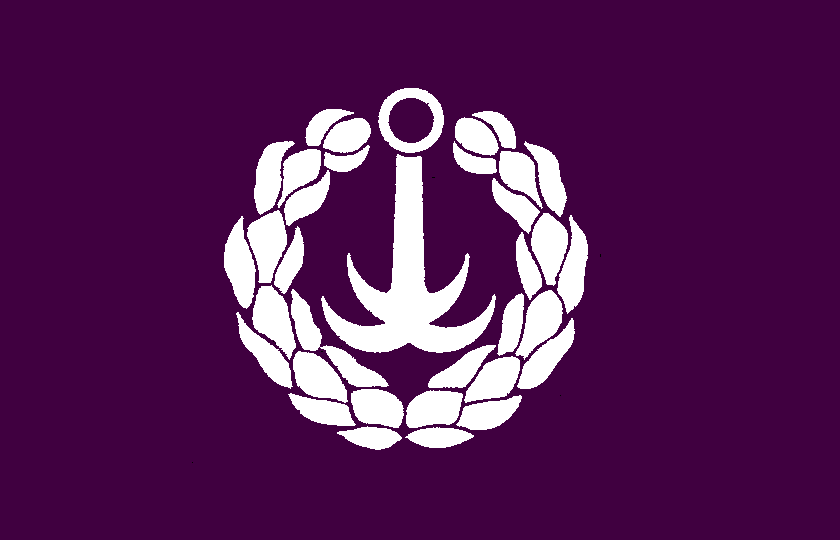
Shiura (1965–2005)
Sōma (1968–2005)
Tairadate (1965–2005)
Tenmabayashi (1961–2005)
Tōhoku (1966–2005)
Tokiwa (1963–2006)
Towada (1958–2005)
Towadako (1965–2005)
Wakinosawa (1971–2005)

## قائمقامية إيواته

### المدن

هاتشيمانتاي (إيواته)
هاناماكي (إيواته)
إتشينوسيكي (إيواته)
كامايشي (إيواته)
كيتاكامي (إيواته)
كوجي (إيواته)
مايكو (إيواته)
موريوكا (إيواته)
نينوهي (إيواته)
أفوناتو (إيواته)
أوشو (إيواته)
ريكوزينتاكا (إيواته)
تاكيزاوا
تونو (إيواته)

### القرى والإرياف

Fujisato
Hachirōgata
Higashinaruse
Ikawa
Kosaka
Misato
Ōgata
Ugo

هيرايزومي  [لغات أخرى]‏
هيرونو  [لغات أخرى]‏
إتشينوه
Iwaizumi [الإنجليزية]
إيواته  [لغات أخرى]‏
فوداي  [لغات أخرى]‏
Karumai [الإنجليزية]
Kanegasaki [الإنجليزية]
Kunohe [الإنجليزية]
Kuzumaki [الإنجليزية]
Noda [الإنجليزية]
نيشيواغا  [لغات أخرى]‏
أوتسوتشي (إيواته)
Shiwa [الإنجليزية]
شيزوكويشي
سوميتا
Tanohata [الإنجليزية]
Yahaba [الإنجليزية]
Yamada [الإنجليزية]

### الأعلام التاريخية

Eduriko (1966–1991)
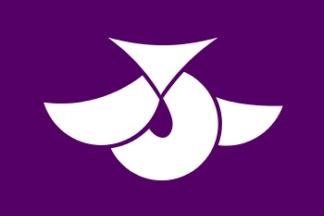
Fujisawa (1958–2011)
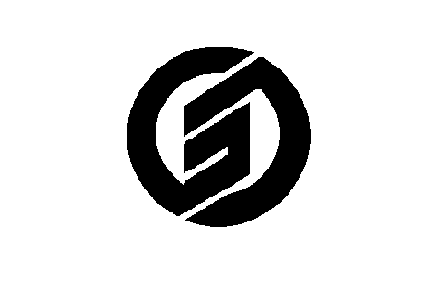
Fukuoka (1956–1972)
Hanamaki (1970–2006)
Kitakami (1954–1991)
Matsuo (1969–2005)
Mizusawa (1967–2006)
Sawauchi (1966–2005)
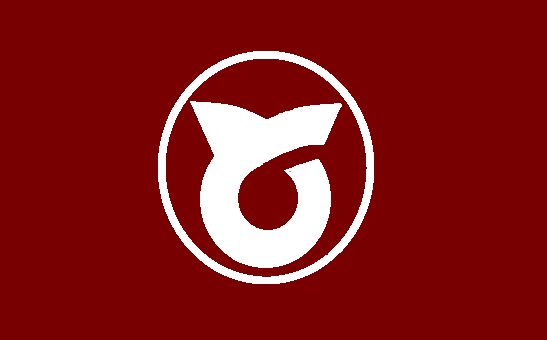
Tonan (1962–1992)
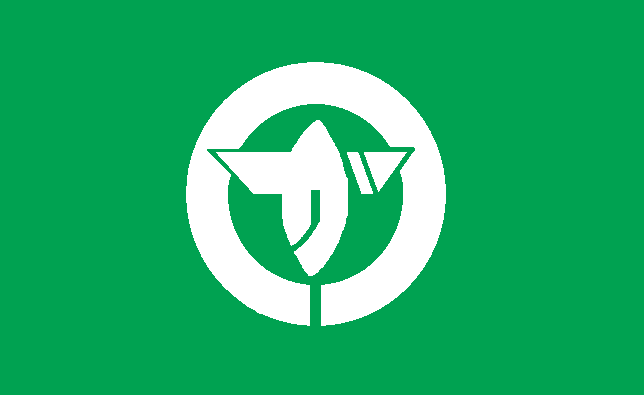
Waga (1956–1991)

## قائمقامية مياغي

### المدن

هيغاشي-ماتسوشيما (مياغي)
إيشينوماكي (مياغي)
إيوانوما (مياغي)
كاكودا (مياغي)
كيسين-نوما (مياغي)
كوريهارا (مياغي)
ناتوري (مياغي)
أوساكي (مياغي)
سنداي
شيوغاما (مياغي)
شيرويشي (مياغي)
تاغاجو (مياغي)
تومه (مياغي)
تومييا

### القرى والأرياف

كامي  [لغات أخرى]‏
Kawasaki
Marumori [الإنجليزية]
ماتسوشيما
ميناميسانريكو (مياغي)
Misato
موراتا  [لغات أخرى]‏
Ōgawara [الإنجليزية]
Ōhira [الإنجليزية]
أوناغاوا (مياغي)
Ōsato [الإنجليزية]
ريفو (مايغي)
شيتشيجاهاما [الإنجليزية]
Shichikashuku [الإنجليزية]
Shikama [الإنجليزية]
Taiwa [الإنجليزية]
واكويا [الإنجليزية]
Watari [الإنجليزية]
ياماموتو  [لغات أخرى]‏
زاو

## قائمقامية أكيتا

### المدن

أكيتا (أكيتا)
دايسين (أكيتا)
كاتاغامي (أكيتا)
كازونو (أكيتا)
كيتا-أكيتا (أكيتا)
نيكاهو (أكيتا)
نوشيرو (أكيتا)
أوداته (أكيتا)
أوغا (أكيتا)
سيمبوكو (أكيتا)
يوكوته (أكيتا)
يوريهونجو (أكيتا)
يوزاوا آكيتا

### القرى والإرياف
- Fujisato
- غوجومه  [لغات أخرى]‏
- Hachirōgata [الإنجليزية]
- هابو  [لغات أخرى]‏
- Higashinaruse
- Ikawa [الإنجليزية]
- Kosaka [الإنجليزية]
- كاميكواني  [لغات أخرى]‏
- Misato
- Ōgata [الإنجليزية]
- Ugo [الإنجليزية]

## قائمقامية ياماغاتا

Funagata [الإنجليزية]
هيغاشينا (ياماغاتا)
Iide [الإنجليزية]
كامينوياما (ياماغاتا)
Kaneyama
Kawanishi
Mikawa [الإنجليزية]
موغامي
موراياما (ياماغاتا)
ناغاي (ياماغاتا)
Nakayama [الإنجليزية]
أوبانازاوا (ياماغاتا)
Oguni
أويشيدا  [لغات أخرى]‏
ساغاي (ياماغاتا)
ساكاتا (ياماغاتا)
شينجو (ياماغاتا)
شوناي
تاكاهاتا
تيندو (ياماغاتا)
تسوروكا (ياماغاتا)
ياماغاتا (ياماغاتا)
يامانوبي
يونيزاوا (ياماغاتا)
يوزا  [لغات أخرى]‏

## قائمقامية فوكوشيما

### المدن

أيزواكاماتسو (فوكوشيما)
داتا (فوكوشيما)
فوكوشيما (مدينة)
لواكي (فوكوشيما)
كيتاكاتا (فوكوشيما)
كورياما (فوكوشيما)
ميناميسوما (فوكوشيما)
موتومايا (فوكوشيما)
نيهونماتسو (فوكوشيما)
شيراكاوا (فوكوشيما)
سوما (فوكوشيما)
سوكاغاوا (فوكوشيما)
تامورا (فوكوشيما)

### القرى والأرياف

إيزوبانغه  [لغات أخرى]‏
إيزوميساتو  [لغات أخرى]‏
بانداي (اليابان)
Furudono [الإنجليزية]
Futaba [الإنجليزية]
Hanawa [الإنجليزية]
Hinoemata [الإنجليزية]
Hirata [الإنجليزية]
هيرونو
إيناواشيرو  [لغات أخرى]‏
Izumizaki [الإنجليزية]
Kawamata [الإنجليزية]
Kawauchi [الإنجليزية]
كوري  [لغات أخرى]‏
Kunimi [الإنجليزية]
مينامي ايزو  [لغات أخرى]‏
Mishima [الإنجليزية]
ناكاجيما  [لغات أخرى]‏
Namie [الإنجليزية]
ناراها
نيشيايزو
Nishigo [الإنجليزية]
Okuma [الإنجليزية]
Otama [الإنجليزية]
Samegawa [الإنجليزية]
Shimogo [الإنجليزية]
Shinchi [الإنجليزية]
Tadami [الإنجليزية]
Tanagura [الإنجليزية]
تيني  [لغات أخرى]‏
Tomioka [الإنجليزية]
Yugawa [الإنجليزية]

### الأعلام التاريخية

Aizutakada (1965–2005)